# ¿Por qué no te callas?

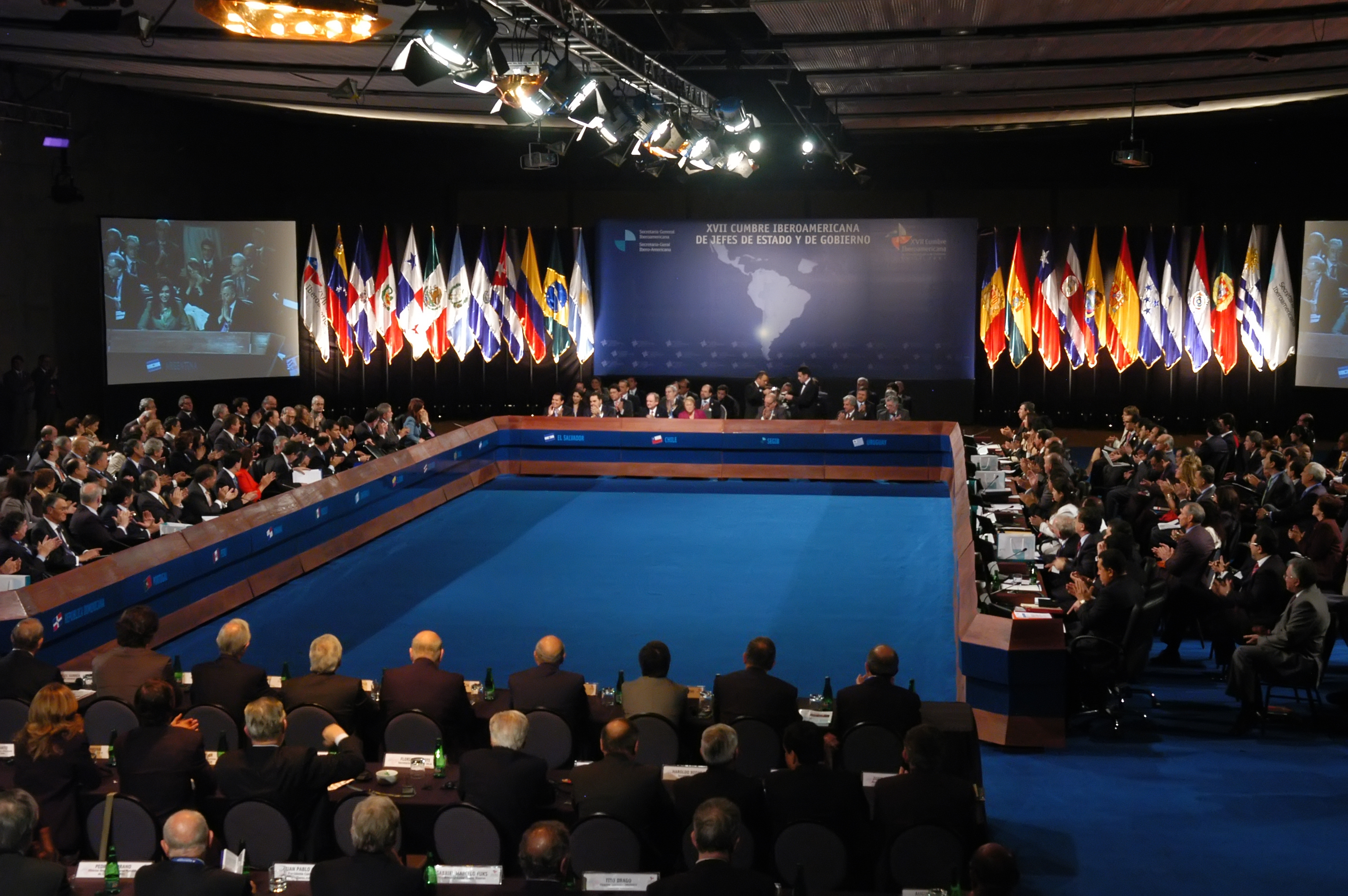
Zasedání XVII. iberoamerického summitu v Santiago de Chile

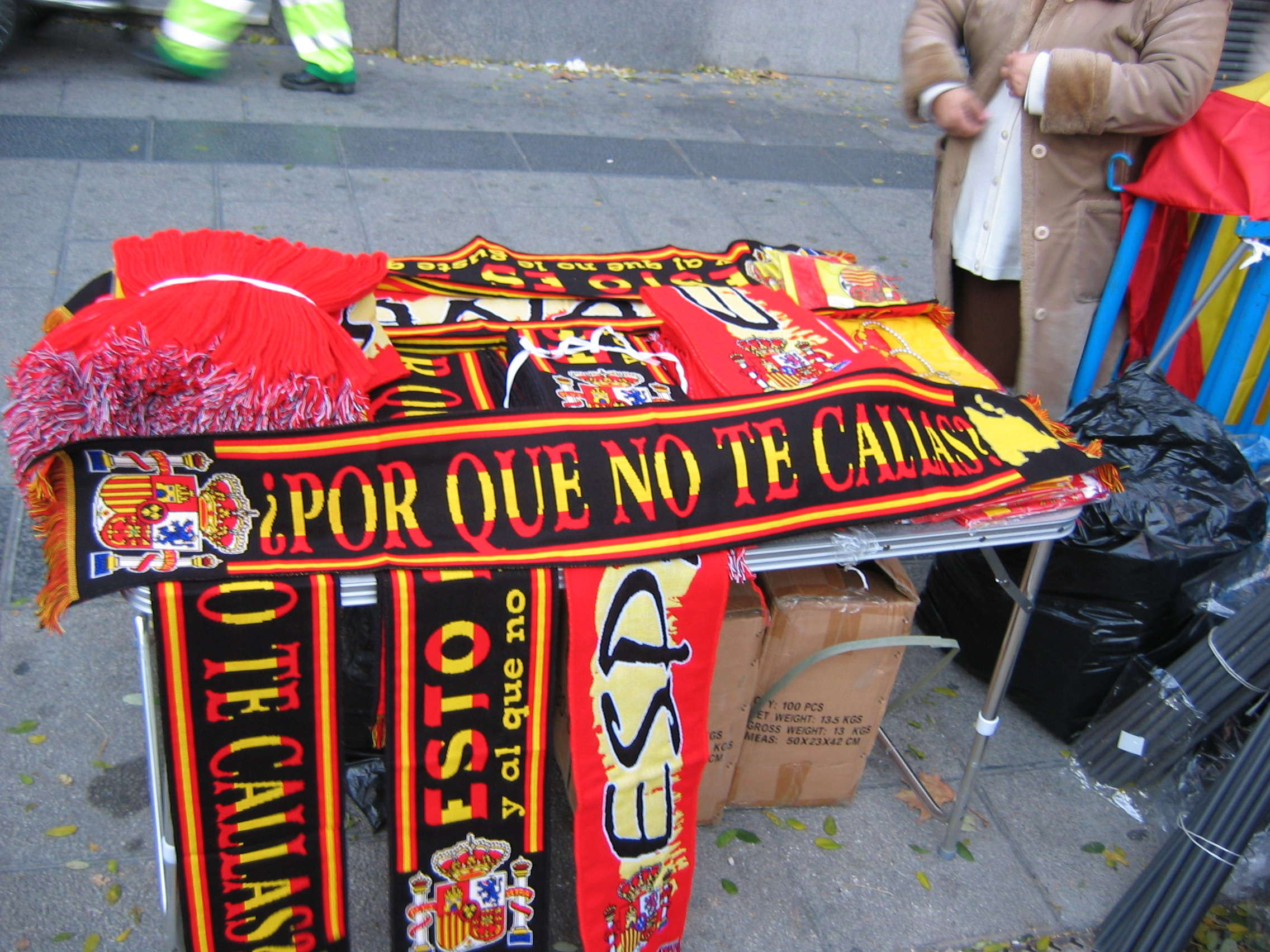
Prodej šál s nápisem ¿Por qué no te callas? v Madridu v prosinci 2007

¿Por qué no te callas? (vysl. [poɾˈke no te ˈkaʎas], česky: „Zmlkni už!“, nebo „nechceš už zmlknout?“) je věta, kterou pronesl španělský král Juan Carlos I. 10. listopadu 2007 směrem k venezuelskému prezidentovi Hugo Chávezovi na 17. Iberoamerickém summitu hlav států v Santiago de Chile.
Věta se stala velice rychle společenským a internetovým fenoménem a stala se námětem mnoha imitací, posměchu, parodií, televizních programů či vyzváněcích tónů mobilních telefonů, byla použita také jako název argentinského televizního programu.

## Incident
Dne 9. listopadu 2007 venezuelský prezident Hugo Chávez odsoudil domnělou podporu státního převratu ze strany španělské vlády, které v té době (2002) předsedal José María Aznar, kterého Chávez označil za fašistu.
Samotný incident se pak odehrál následujícího, závěrečného dne Iberoamerického setkání – poté, co Chávez již poněkolikáté přerušil projev španělského premiéra Josého Zapatera. Znovu nazval španělského expremiéra Aznara fašistou a řekl doslova, že „i had je lidštější než (tento) fašista“. Když Zapatero žádal o respekt pro Aznara, a byl znovu přerušen Chávezem, král Juan Carlos zvolal onu slavnou větu, kterou důrazně žádal Cháveze, aby zmlkl. Také chilská prezidentka Michelle Bacheletová požádala Cháveze, aby nepřerušoval projev premiéra Zapatera.
Několik minut po této slavné větě španělský král udělal další neobvyklou věc: vstal a opustil zasedání během projevu nikaragujského prezidenta Daniela Ortegy, zřejmě, aby tak vyjádřil svůj nesouhlas s kritikou, kterou Ortega vyslovil na adresu španělských firem působících v této zemi.
Pro krále byl podle chilských novin La Nación incident součástí annus horribilis pro královskou reputaci. The New York Times argumentovaly, že incident odhalil „nekonečně komplikované vztahy mezi Španělskem a jeho bývalými koloniemi“.